# Bokermannohyla circumdata
Bokermannohyla circumdata é uma espécie de anfíbio da família Hylidae. Endêmica do Brasil, pode ser encontrada nos estados do Rio de Janeiro, São Paulo e Minas Gerais.